# Župnija Maribor – Sveti Jožef
Župnija Maribor – Sveti Jožef je rimskokatoliška teritorialna župnija dekanije Maribor mariborskega naddekanata, ki je del nadškofije Maribor.
Župnijska in romarska cerkev je Cerkev svetega Jožefa. Župnijo upravljajo kapucini.